# Sportivnaïa (métro de Saint-Pétersbourg)
Pour les articles homonymes, voir Sportivnaïa.
Sportivnaïa (en russe : Садо́вая) est une station de la ligne 5 du Métro de Saint-Pétersbourg. Elle est située dans le raïon de Petrograd, à Saint-Pétersbourg en Russie. Elle dessert notamment le Palais des sports Ioubileïny et le Stade Petrovski.
Mise en service en 1997 sur la ligne 4, elle fait partie de la section transférée à la ligne 5 en 2009, elle est depuis desservie par les rames circulants sur cette ligne. Elle à la particularité d'être une station, prévue pour devenir une station de correspondance, avec deux quais l'un au-dessus de l'autre.

## Situation sur le réseau

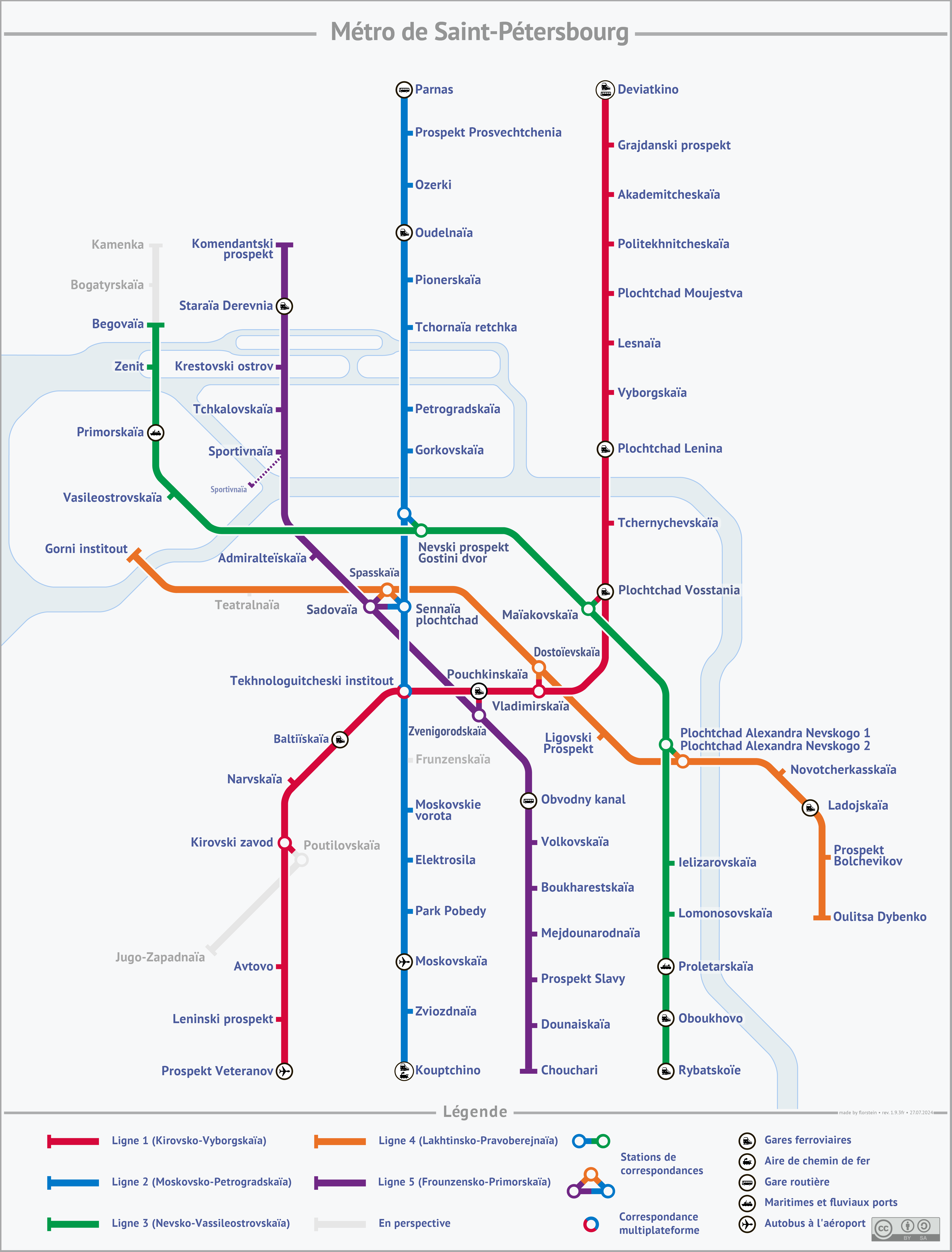
Plan du métro.

Établie en souterrain, à 64 mètres de profondeur, Tchkalovskaïa est une station de passage de la ligne 5, du métro de Saint-Pétersbourg. Elle est située entre la station Tchkalovskaïa, en direction du terminus nord Komendantski prospekt, et la station Admiralteïskaïa, en direction du terminus sud Chouchary.
La station est construite dans le cadre d'un projet à long terme de station de correspondance avec une ligne 7, elle dispose de deux stations superposées disposant chacune d'un quai central encadré par deux passages de voies dont seul l'un dispose d'une voie de la ligne, en direction du nord pour l'une et en direction du sud pour l'autre.

## Histoire
La station Sportivnaïa est mise en service le 15 septembre 1997, lors de l'ouverture à l'exploitation de la section de  Sadovaïa à Tchkalovskaïa de la ligne 4.
Elle est intégrée à la ligne 5 le 7 mars 2005, lors du transfert de la section de Sadovaïa  à Komendantski prospekt pour la création de cette ligne.

## Services aux voyageurs

### Accès et accueil
En surface, la station est accessibles par des bouches dont certaines sont couvertes. Au nord, cinq bouches, avec des escaliers fixes, permettent d'accéder au hall nord qui dispose d'une relation avec le nord de la station haute par un tunnel en pente équipé de quatre escaliers mécaniques. Au sud, six bouches, dont quatre ouvertes équipées d'escaliers fixes, une couverte avec escalier fixe et une couverte avec escalier fixe et deux escaliers mécaniques. Le hall sud est relié au sud du quai bas par un long passage souterrain dont la plus grande partie qui passe sous la petite Neva est équipé de trois tapis roulants. Le passage d'une station à l'autre s'effectue par deux passages, établis aux centre du quai haut, comportant chacun trois escaliers mécaniques.

Bouches et hall nord
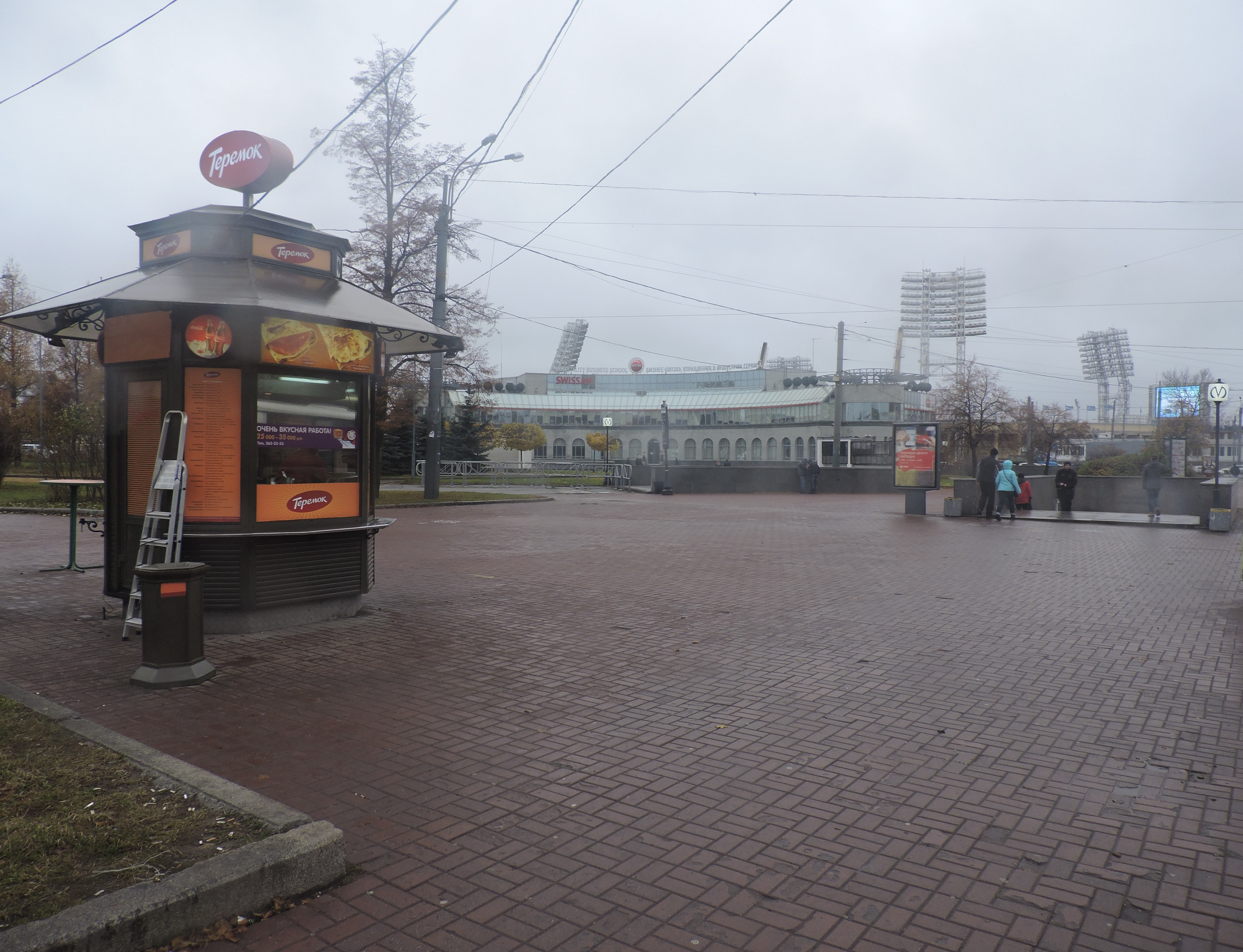
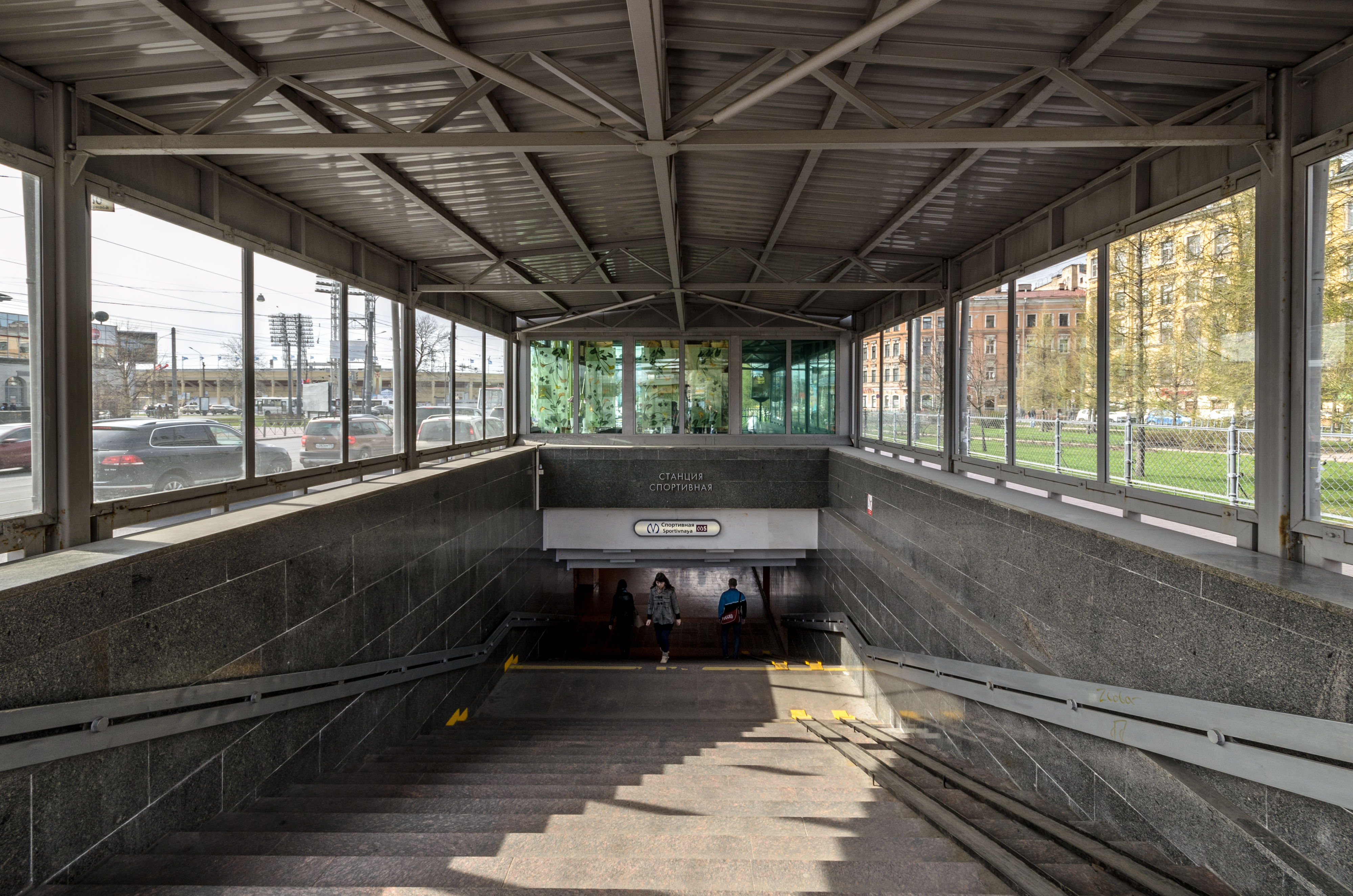
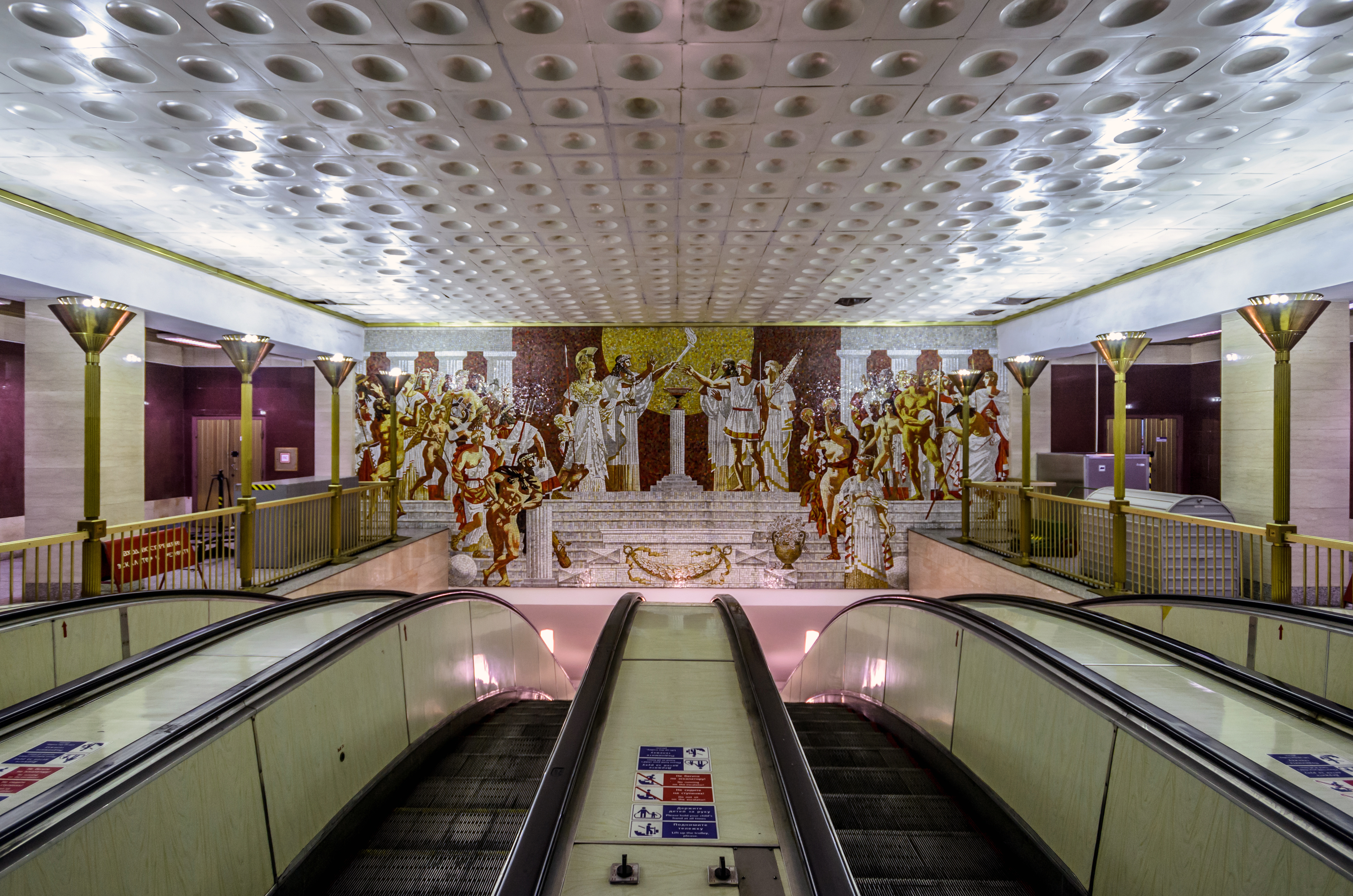

Bouches et hall sud
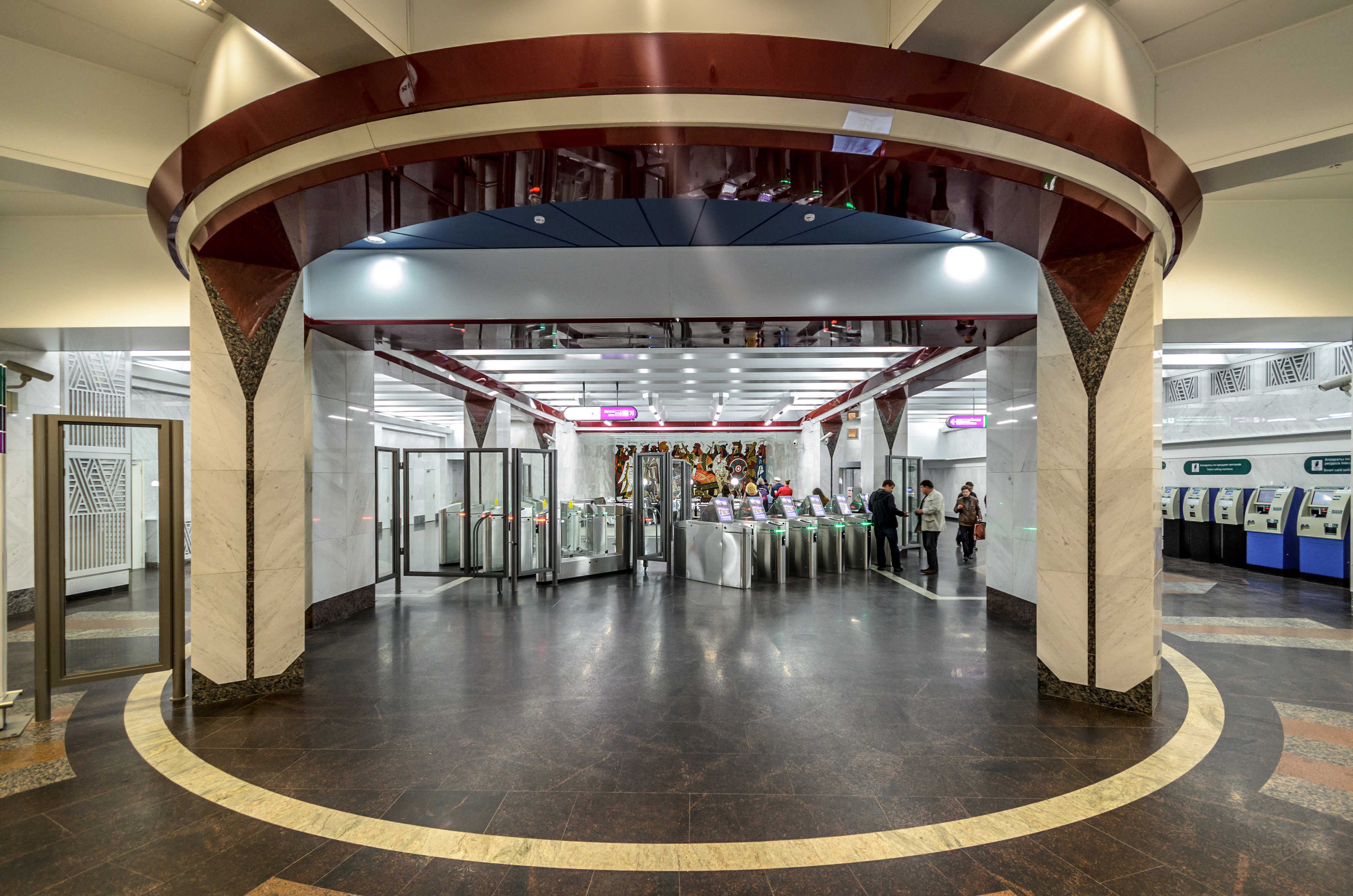
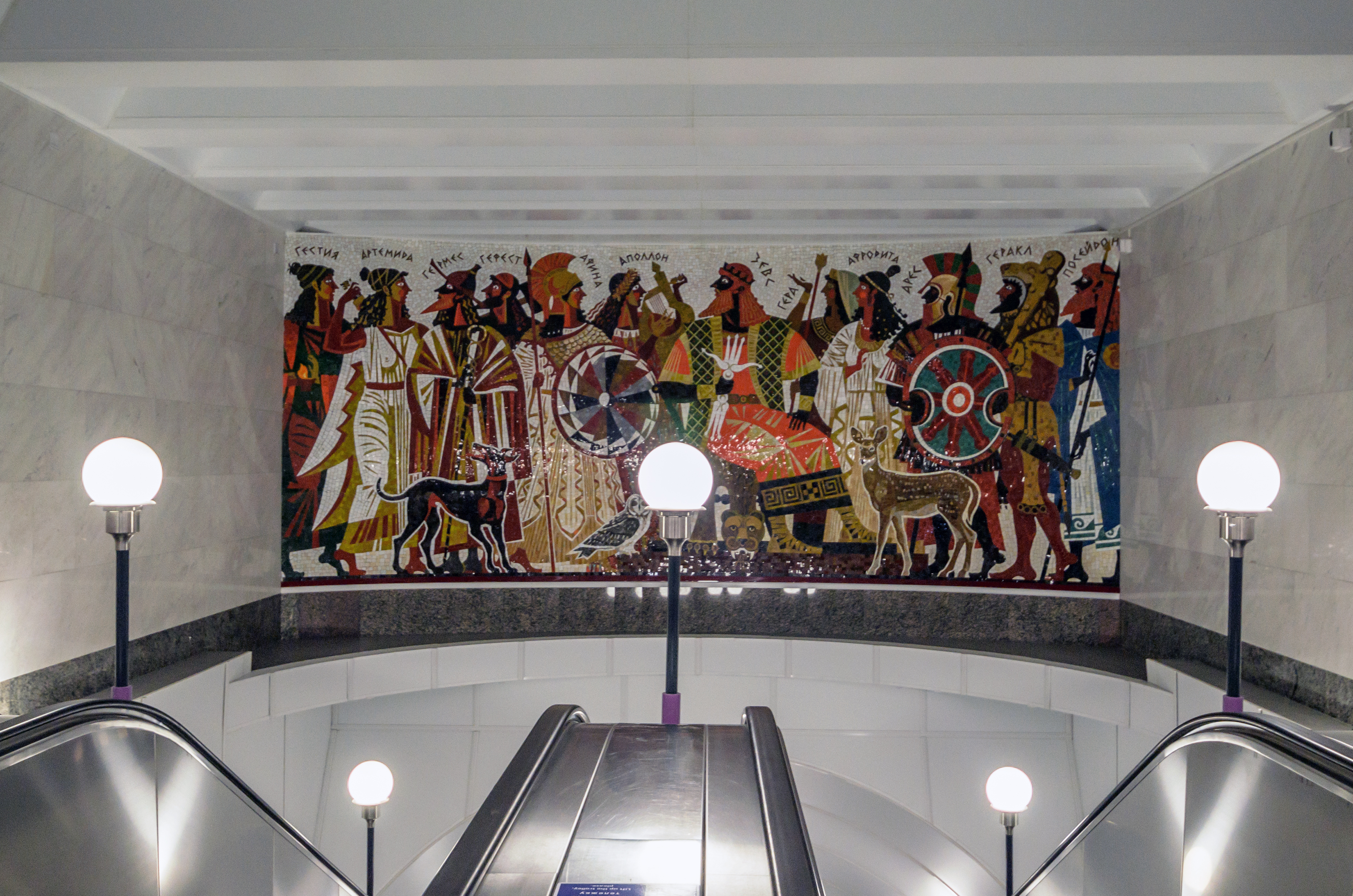
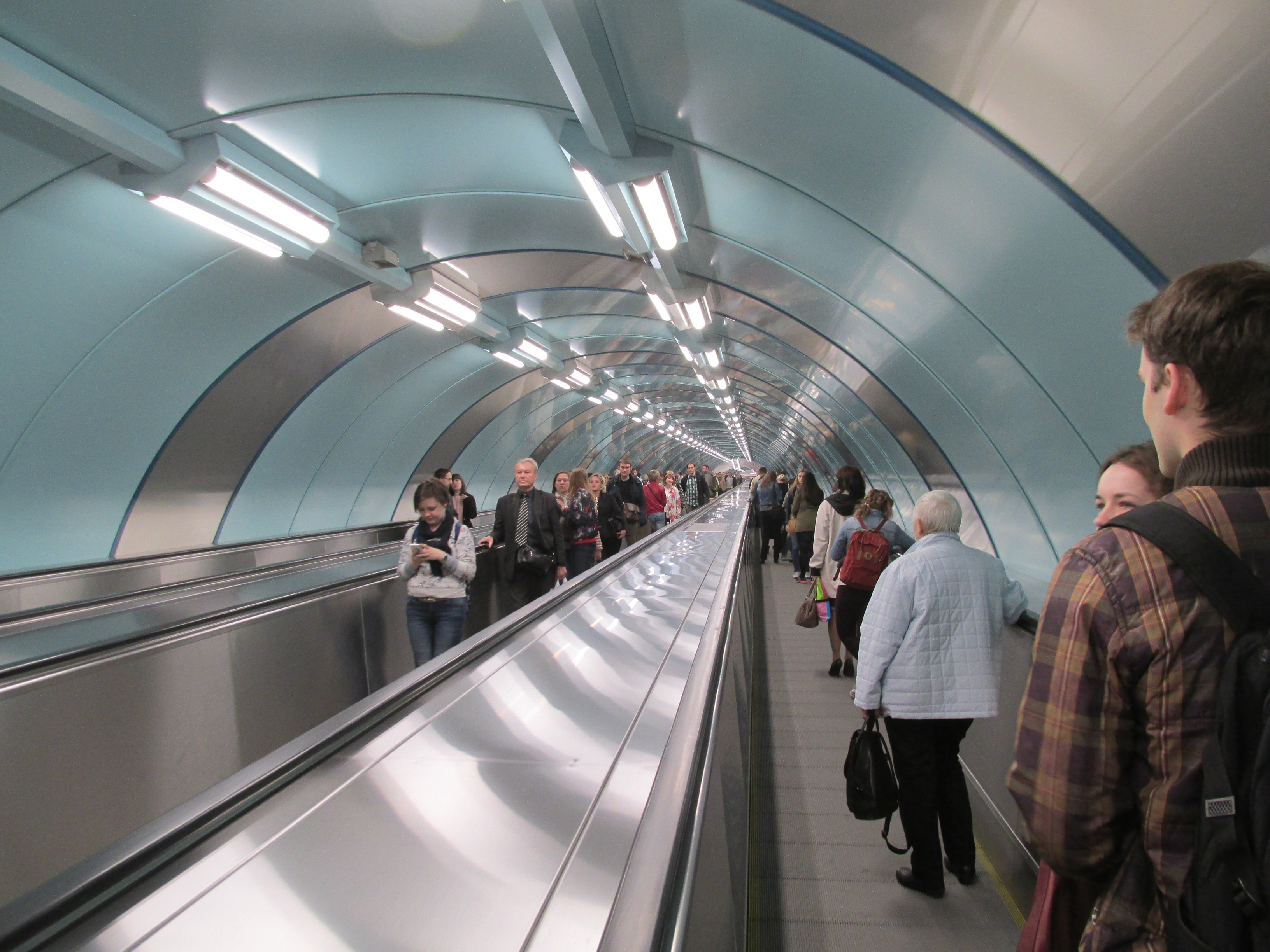

### Desserte
Sportivnaïa est desservie par les rames de la ligne 5 du métro de Saint-Pétersbourg. Le quai haut est desservi par les rames roulants vers le nord et le quais bas par celle roulants vers le sud.

Station haute
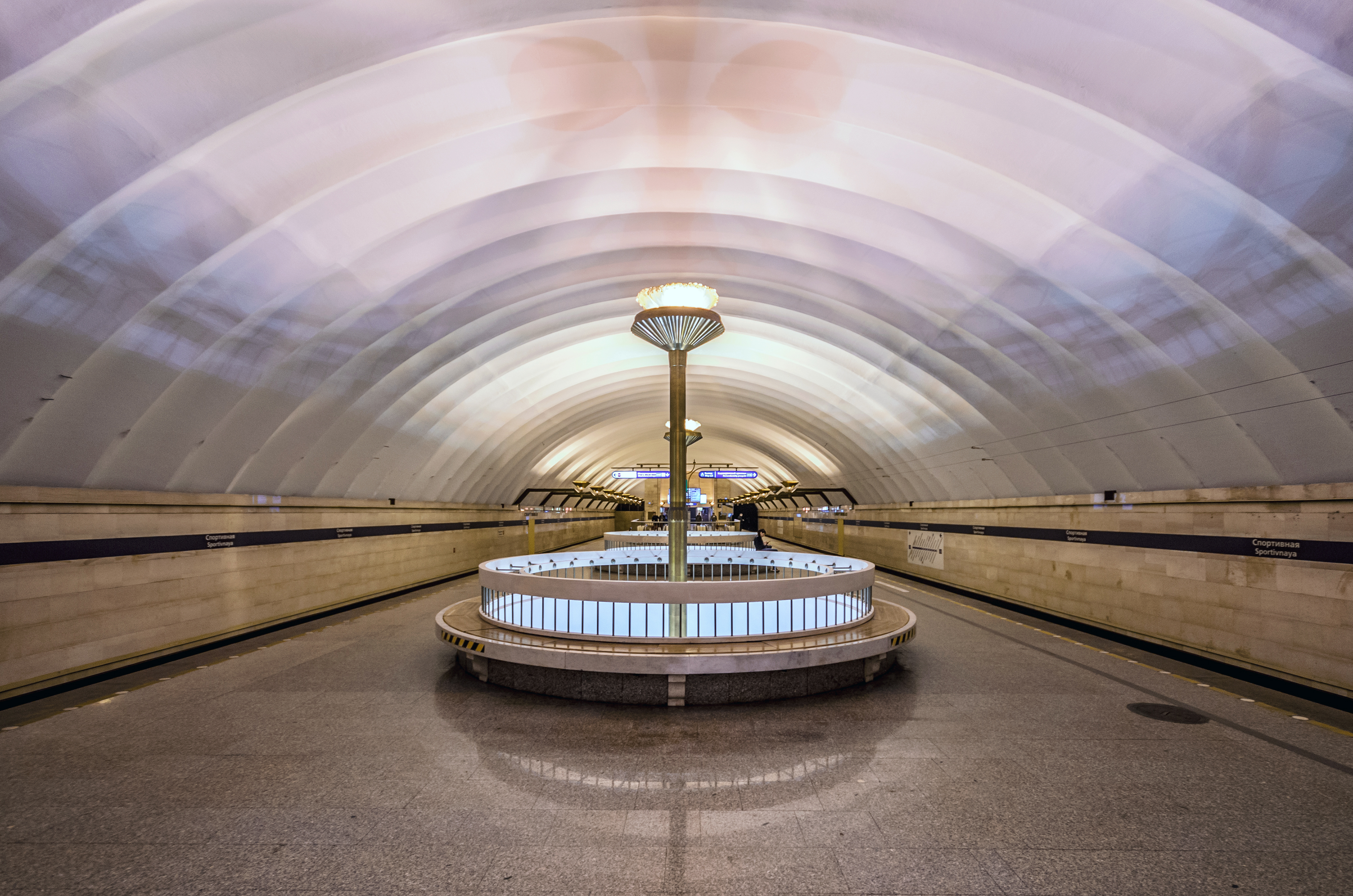
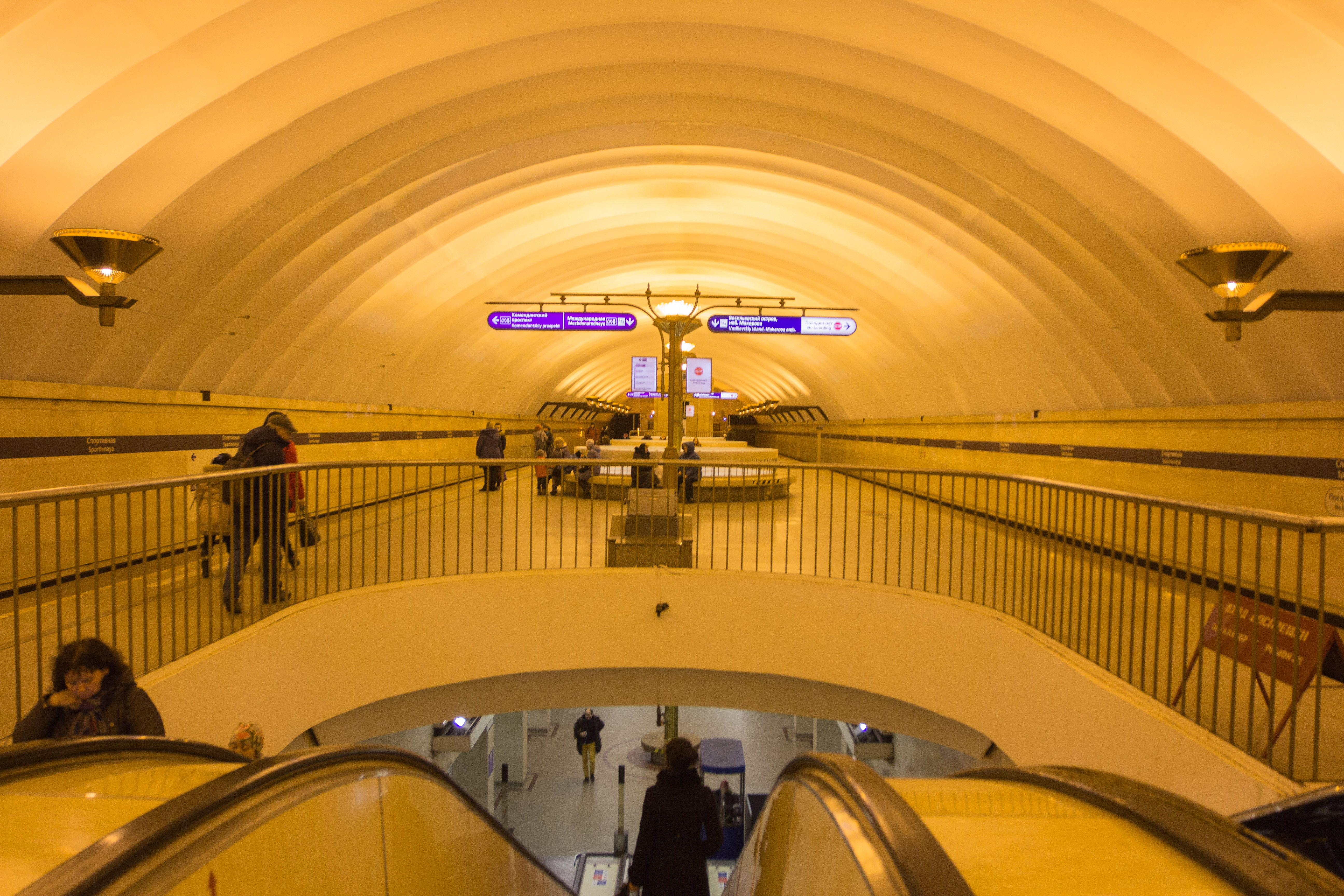
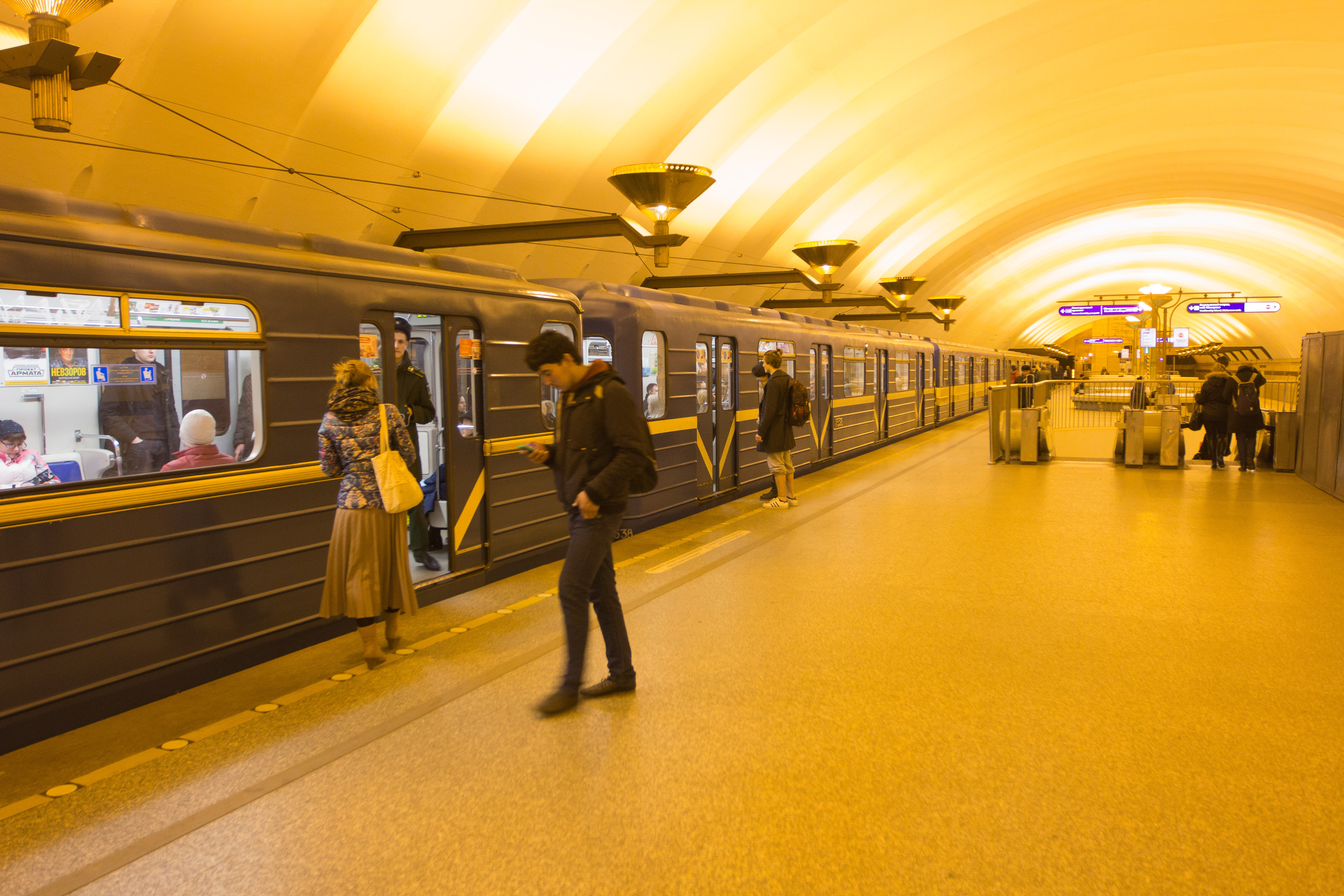

Station basse
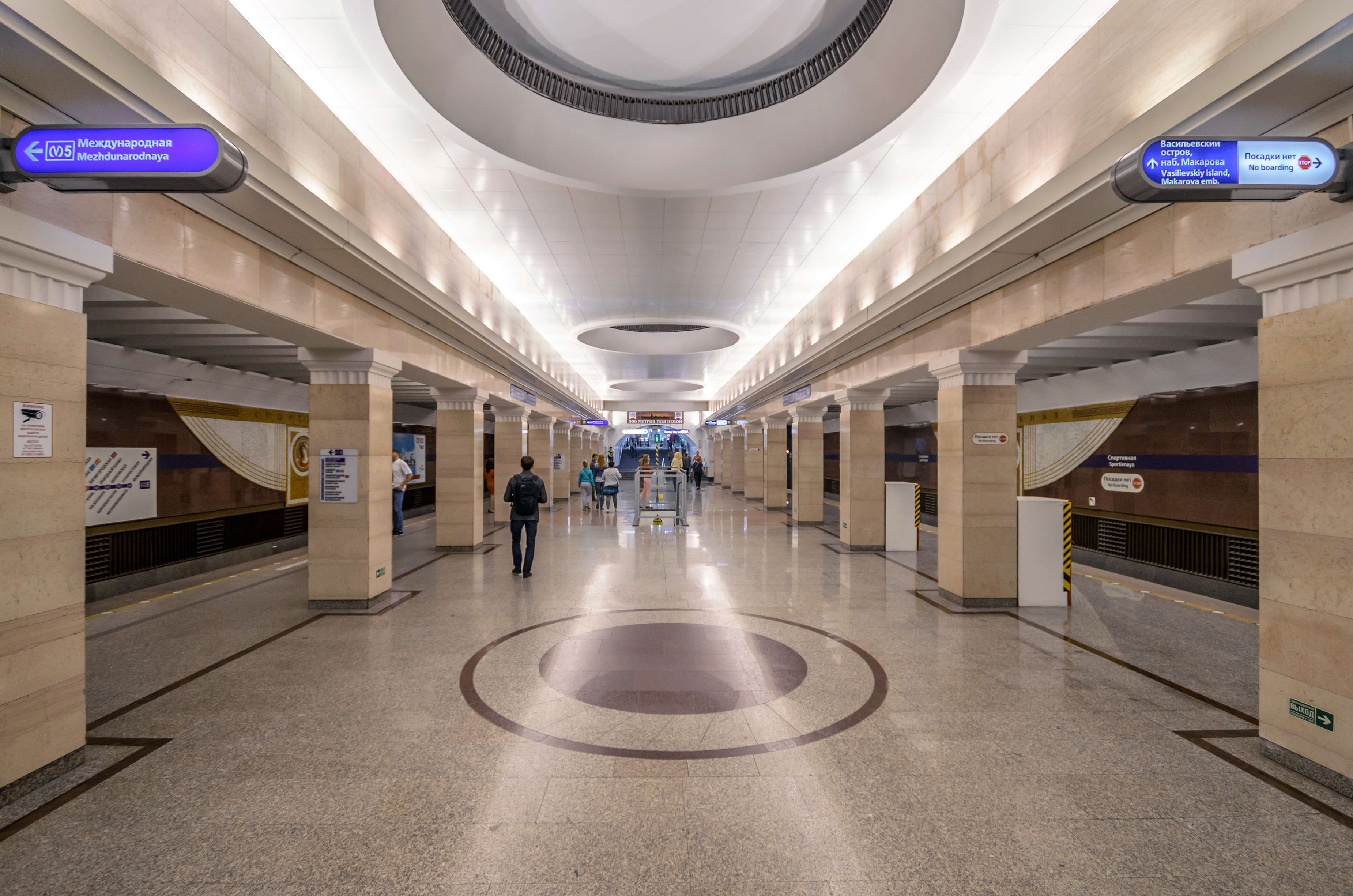
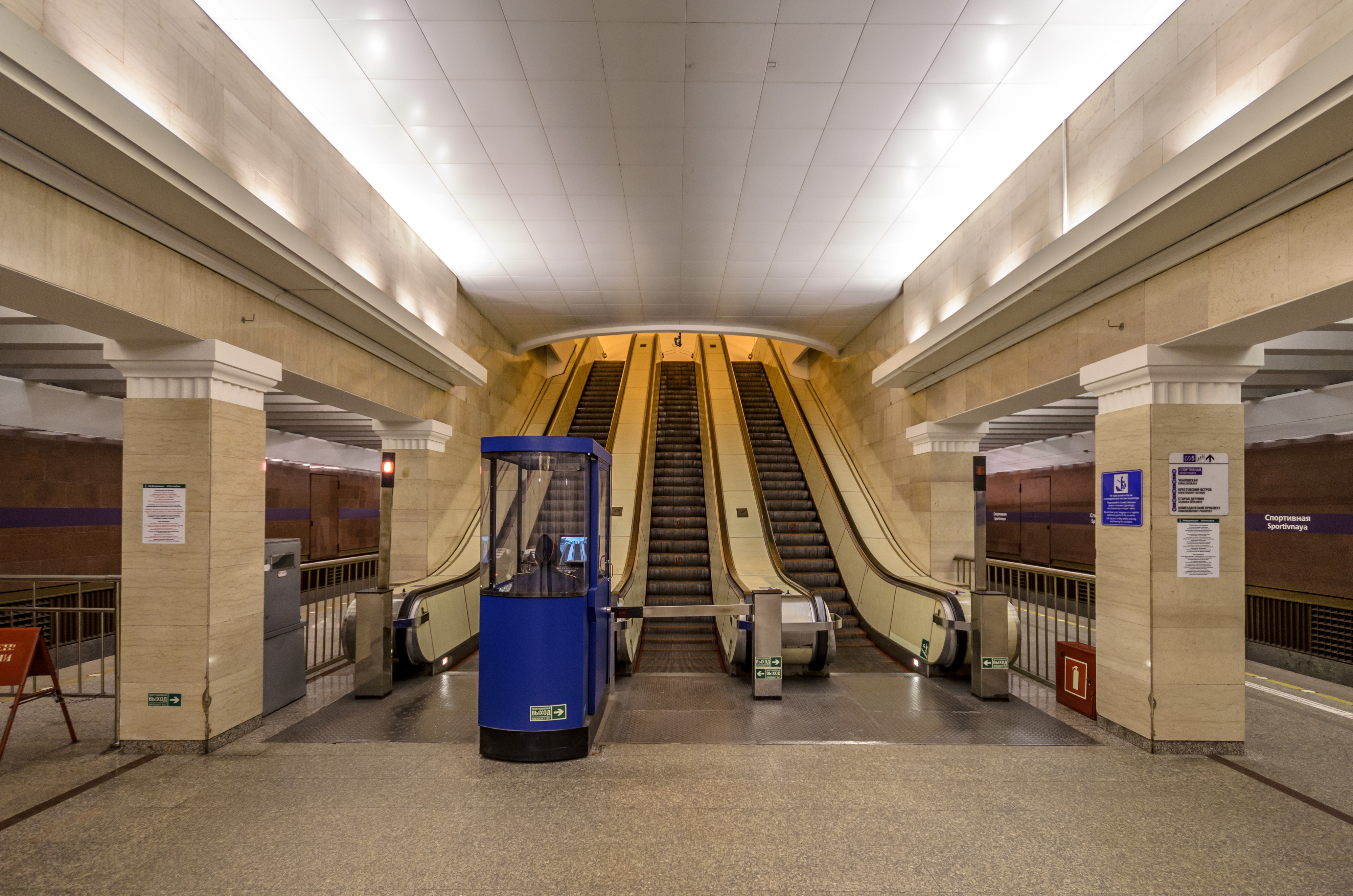
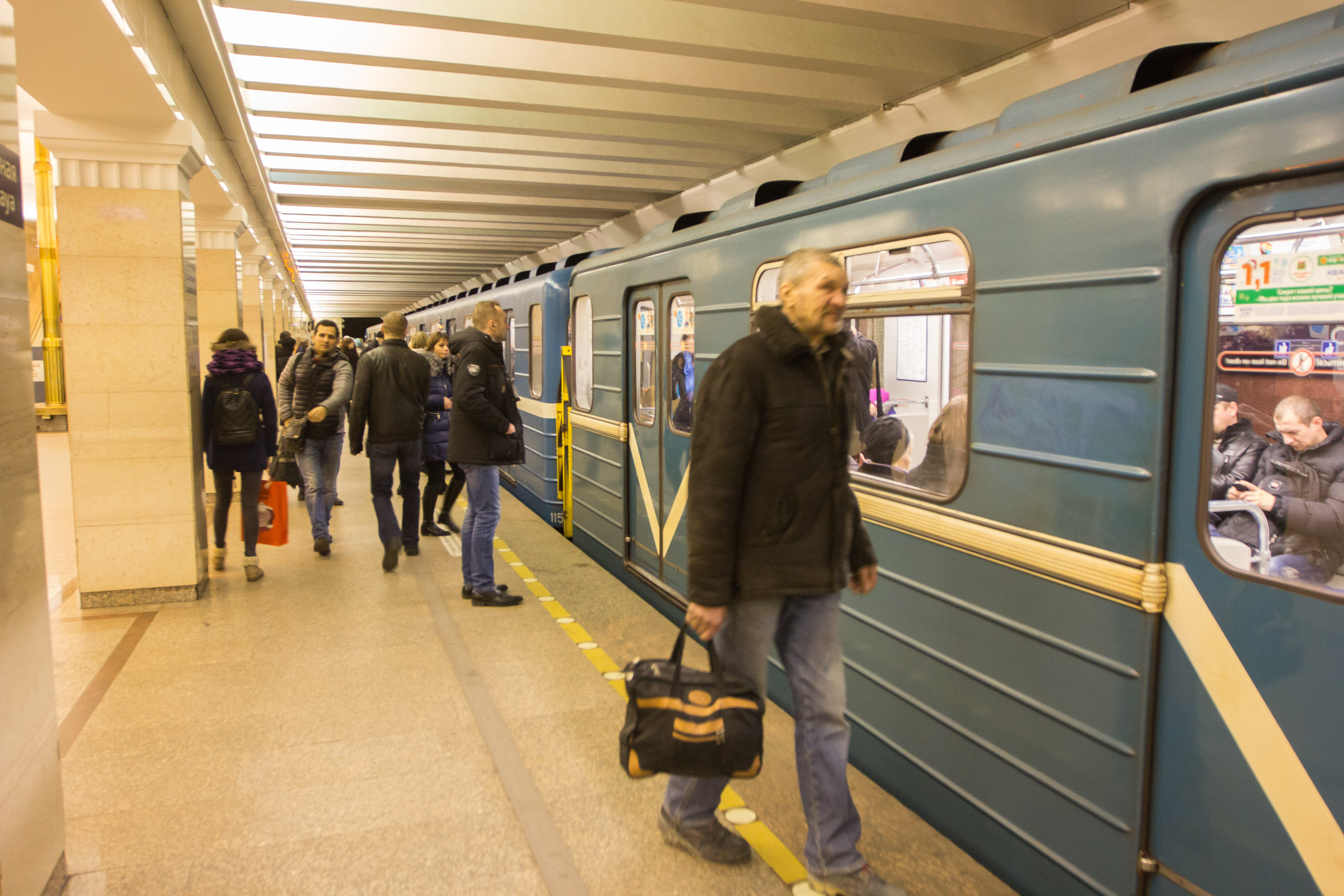

### Intermodalité
À proximité : une station du tramway de Saint-Pétersbourg est desservie par les lignes 6 et 40 ; des arrêts des trolleybus de Saint-Pétersbourg sont desservis par les lignes 1, 7, 9 et 31 ; et des arrêts de bus sont desservis par de nombreuses lignes.

## À proximité
- Île Petrogradsky
- Perspective Bolchoï
- Palais des sports Ioubileïny
- Île Vassilievski
- Stade Petrovski
- Petite Neva
- Pont Toutchkov

## Projet
La station est programmée pour être, à une échéance non précisée, une station de correspondance avec la future ligne 7.